# Зиньковский, Лев Николаевич
Лев Никола́евич Зинько́вский (Лев ́Юдкович За́дов; 11 апреля 1893 — 25 сентября 1938) — деятель анархистского движения в период Гражданской войны в России. Начальник контрразведки Революционной повстанческой армии Украины Нестора Махно; с 1924 года — деятель органов госбезопасности в Украинской ССР.

## Биография

### Происхождение
Лев Задов родился в еврейской земледельческой колонии Весёлая близ Новозлатополя Александровского уезда Екатеринославской губернии [ныне территория Гуляйпольского района Запорожской области] в семье колониста Юделя Гиршевича Задова. В семье было 10 детей: 4 сына и 6 дочерей. В 1900 году семья переехала в Юзовку, где отец стал зарабатывать извозом. После окончания хедера Лев устроился работать грузчиком на мельницу, а потом каталем на металлургический завод, где стал анархистом. Участвовал в трёх налётах с целью экспроприаций: на артельщика местного рудника, на почтовую контору и на железнодорожного кассира.
В 1913 году Задов был арестован за участие в нападении на почтовую контору в группе анархистов, после двух лет следствия приговорён к 8 годам каторги. Будучи на каторге, поменял фамилию на более благозвучную — Зиньковский. В феврале 1917 года освобождён, вернулся на завод, стал членом и старостой цехового комитета рабочих, в сентябре был избран депутатом городского совета в Юзовке. В январе 1918 года вступил в партизанский анархистский отряд Красной гвардии. 
Участвовал в боевых действиях против германо-австрийских интервентов на Донбассе, в апреле с боями отступил в Царицын, участвовал в обороне Царицына, был назначен начальником штаба боевого участка.

### Повстанчество
Поздней осенью 1918 года Зиньковский возвращается на Украину через штаб Южного фронта для ведения подпольной работы в немецком тылу. Вскоре присоединяется к движению Нестора Махно, повстанческая армия которого к тому времени разрослась до 60 тысяч человек, и возникла необходимость в создании армейской контрразведки, которую и организовали после захвата махновцами города Александровска. Начальником контрразведки был назначен Лев Голиков, а его помощником — Зиньковский. В ноябре 1918 года участвовал в формированиях отрядов в селах Юзовского, Гришинского и Мариупольского уездов, затем возглавлял комиссию по реквизиции.
В начале марта 1919 года Зиньковский участвовал в штурме Мариуполя. Здесь и в Бердянске им вместе с Черняком были созданы т. н. «гражданские отделы» контрразведки, занимавшиеся снабжением армии. Летом 1919 контрразведка разделилась на армейскую и корпусную, и Зиньковский стал начальником контрразведки 1 Донецкого корпуса. Так, в декабре 1919 года руководимая им разведка Донецкого корпуса направила в район Херсона — Никополя группу из четырёх разведчиков, которые раздобыли важные сведения о настроении населения, дислокации вражеских войск, составе органов безопасности деникинцев. Тогда же он руководил расстрелом командира «Железного полка» коммуниста М. Полонского с группой товарищей, заподозренных в заговоре против Махно.
В 1919 году, когда Красная Армия после победы над Деникиным вернулась на Украину, двигаясь победным маршем по путям, расчищенным повстанцами, к махновцам относились по-прежнему враждебно, и в январе 1920 года Махно был объявлен вне закона. Лев с братом Даниилом был в числе тех, кто спас заболевшего тифом Махно, спрятав его в укромном месте, а сами подались в Донбасс, к родне. Весной 1920 года братья Зиньковские вернулись к Махно в его восстановленной армии. Позже белоэмигрантские и советские издания будут изобиловать публикациями о зверствах и пытках, творимых самолично Зиньковским. В материалах дела Зиньковского в ГПУ 1924—1927 гг., НКВД 1937 года есть множество упоминаний о зверствах и пытках, совершаемых лично им — чекисты провели скрупулёзное расследование. В образе палача он выведен и в романе Алексея Толстого «Хождение по мукам».
В октябре 1920 года было заключено Старобельское советско-махновское соглашение для использования повстанцев в борьбе с бароном П. Врангелем в Крыму. Зиньковский был назначен комендантом Крымского корпуса, он участвовал в штурме Перекопа и разгроме Врангеля. После победы в Крыму Зиньковский с остатками Крымского корпуса пробился к махновцам в декабре 1920. Понеся большие потери, Махно во главе небольшого отряда в июле-августе 1921 года совершил свой последний рейд по Украине, а затем ушёл в Румынию.

### Эмиграция
В августе 1921 года, разоружив наряд пограничников, Лев Зиньковский обеспечил переправу в Румынию группы в количестве 77 человек — всего, что осталось от повстанческой армии. Начался период вынужденной эмиграции, продолжавшийся около трёх лет.
Братья Зиньковские проживали в Бухаресте, зарабатывая сезонными работами. Затем работал на лесопильной фабрике, с весны 1924 года — рабочим на стройках в Плоешти. В 1924 году румынская разведка («сигуранца») предложила Зиньковским сотрудничество и участие в диверсионной группе на территории Советской Украины.
Советский чекист Д. Н. Медведев в своих мемуарах рассказывает, что соглашения с румынами с самого начала были фиктивными. Нестор Махно и Зиньковский решили воспользоваться предложением «сигуранцы», чтобы Лев Зиньковский и его товарищи смогли достать клад, зарытый в Дибровском лесу на чёрный день.
В июне 1924 года по подготовленному разведкой «коридору» диверсанты перешли границу.

### Возвращение и работа в ГПУ-НКВД
Тут же после перехода границы Лев выступил с заявлением: «Хлопцы, ну его к чёрту, этот террор. Пошли сдаваться». После допросов и уточнений всех, кроме Льва Зиньковского, освободили из-под стражи, запретив выезд из Харькова до полного выяснения обстоятельств. Потеряв надежду на благополучный исход, на одном из допросов, который проводил чекист Марк Спектор, Зиньковский попросил: если ему будет грозить расстрел, то Марк Борисович должен принести чекушку водки. После шести месяцев допросов судьба Зиньковского решилась в его пользу. Органы ЧК решили использовать его опыт работы в разведке и контрразведке, а также большой авторитет среди махновцев, привлечь к нелегальной работе в советских органах госбезопасности. Да и к тому же на тот момент на него уже распространялась амнистия от 1922 года для бывших махновцев. Первым весть об освобождении принёс Зиньковскому чекист Марк Спектор, ранее конспиративно работавший у махновцев под именем «Матвей Бойченко» и написавший книгу «В логове Махно». Полностью был амнистирован за службу у Махно в соответствии с Постановлением Президиума ЦИК СССР «Об амнистии» от 2 ноября 1927 года.
После освобождения Лев Зиньковский и его брат Даниил работали нештатными сотрудниками Харьковского республиканского ГПУ. С декабря 1924 года — на службе в органах ГПУ на должности сотрудника для поручений. С середины 1925 года на той же должности в Одесском областном отделе ГПУ. С мая 1932 года — оперуполномоченный Иностранного отдела ГПУ. В 1929 году Зиньковский получил благодарность ГПУ УССР и 200 рублей за ликвидацию крупного диверсанта Ковальчука (сам Зиньковский во время операции был ранен в руку).
…Как-то раз, находясь в засаде, Лев увидел медленно продвигавшийся между деревьями силуэт человека. Подпустив диверсанта метров на 5-6, Зиньковский громко потребовал: «Бросай оружие!». В ответ в то же мгновение прогремел выстрел. Острая боль обожгла руку. Не шелохнувшись и не изменив интонации, в ответ на выстрел в упор Лев Зиньковский повторил: «Бросай оружие!» — и пошёл к бандиту. Матёрый убийца дрогнул и поднял руки. Впоследствии на допросе задержанный говорил, что если бы на него напала группа, он, отстреливаясь, ушёл бы от них, как уходил неоднократно: «А тут, стреляю в упор, а он стоит и спокойно предлагает сдать оружие. Не помню, как поднял руки», — показывал на следствии бандит…
В 1932 году награждён именным боевым оружием от Одесского облисполкома. В 1934 году получил денежное вознаграждение за ликвидацию группы террористов и именное боевое оружие.

### Смерть
26 августа 1937 года Зиньковский был арестован и обвинён в шпионаже в пользу Румынии. Суд признал его виновным по всем пунктам обвинения, включая службу у Нестора Махно, и приговорил к расстрелу (приговор выездной сессии Военной коллегии Верховного суда СССР 25 сентября 1938 года). Считается, что обвинение в прошлых грехах было лишь средством устранить человека, близкого к Л. Д. Троцкому, кем был Зиньковский. Сокамерником Зиньковского был К. Ф. Штеппа, оставивший его подробное описание. 
Определением Пленума Верховного Суда СССР от 29 января 1990 года Лев Зиньковский был реабилитирован.

## В литературе
- Литературный, а затем и кинообраз Лёвки Задова известен в интерпретации Алексея Толстого в романе «Хождение по мукам»:

Сейчас же вошёл, несколько переваливаясь от полноты, лоснящийся улыбающийся человек в короткой поддёвке, какие в провинции носили опереточные знаменитости и куплетисты… А ну, подивись на меня, — сказал человек в поддёвке, — я Лёва Задов, со мной брехать не надо, я тебя буду пытать, ты будешь отвечать…

- Лев Задов и его взаимоотношения с чекистами показаны в романе о Гражданской войне Игоря Болгарина и Виктора Смирнова «Багровые ковыли»[5].
- Подробно разбирается история Льва Задова, а также суд над ним, в книге «Лев Задов: смерть от бескорыстия» Виталия Оппокова.
- Василием Звягинцевым Задов отождествлён с Леонидом Заковским («Бои местного значения»; «Скорпион в янтаре»).
- Одно из главных действующих лиц в романе Вячеслава Бондаренко «Капитанская внучка»
- А. П. Листовским в произведении «Конармия» изображён отвратительным палачом и убийцей, непримиримым врагом красноармейцев-будённовцев.
- Лёвка Задов упоминается в книге «Номах», написанной Игорем Малышевым.

## В кино
Художественный образ Задова в виде одесского уголовника и главного помощника Батьки Махно был довольно популярен в отечественной литературе и кино.
Его образ воплощали:
- Владимир Белокуров («Хмурое утро», 1959)
- Николай Пеньков («Хождение по мукам», 1977)
- Олег Примогенов («Девять жизней Нестора Махно», 2006)
- Роман Данилин («Хождение по мукам», 2017)

## Семья
- Брат — Даниил Николаевич Зотов (Задов), (1898—1938), анархист и махновец, впоследствии сотрудник ИНО ОГПУ в Тирасполе, расстрелян. Автор воспоминаний «Моя война за справедливость» (Тульча, Румыния, 1922).
- Жена — Вера Матвеенко, уроженка Кременчуга, после ареста Задова была репрессирована, более года просидела в тюрьме, в 1939 году освобождена.
- Сын — Вадим Львович Зиньковский[6] (1926, Одесса—2013[7]), по окончании Талды-Курганской школы механизации работал трактористом, в январе 1944 пошёл добровольцем в Красную Армию, участник Великой Отечественной войны, впоследствии дослужился до полковника, с 1977 года в запасе. В конце 1980-х годов активно добивался реабилитации отца, написал книгу «Правда о Зиньковском-Задове Льве Николаевиче — анархисте, чекисте»[8].
- Дочь — Алла Львовна Зиньковская (1921—1942), участница Великой Отечественной войны, медсестра, призвана Воднотранспортным РВК г. Одессы, погибла 13 июня 1942 года в Севастополе на санитарном транспорте «Грузия».